# Grágás
Grágás eller Grågåsen er en historisk islandsk lovbog. Lovsamlingen var i brug i den islandske fristat fra Ulfljot grundlagde Alltinget omkring 930 og den blev skrevet ned i 1117 . Den var i brug indtil Island kom under norsk overherredømme ca. 1262-1264 og blev formelt erstattet af lovsamlingen Járnsiða som var baseret på norsk lov i 1271 eller 1274 . Grágás er den mest omfattende og komplette samling af love fra norrøn tid. De verdslige dele bygger helt på nordisk grundlag; derimod viser kristenretten, i modsætning til de ældste norske, betydelig påvirkning fra kirkeret.
Lovbestemmelserne i Grágás er nedskrevet i flere manuskripter med delvist, forskelligt indhold. To af håndskrifterne skiller sig ud ved at være ganske komplette og anses som hovedkodeks for teksten. Den ene Codex Regius, den såkaldte Konungsbók som er opbevaret på Det Kongelige Bibliotek i København, og den anden er en Codex arnamagnæus som ofte omtales som Staðarhólsbók. Den opbevares på Universitetsbiblioteket i København. Disse to manuskripter er ganske forskellige i form, specielt på den måde at Konungsbók indeholder en række bestemmelser som er indskudt mellem lovkapitlerne. Der er alligevel en sammenhæng mellem de to skrifter som gør at de kan siges at harmonere. De er ikke forskellige udgaver af samme lovbog, men er resultat af hvert sit gensidigt uafhængige indsamlingsarbejde. De er baseret på de samme kilder og stemmer derfor overens i det alt væsentlige.
Grágás var ikke direkte stadfæstet af de lovgivende myndigheder, Alltinget, der fungerede fra 930, men på Alltingets beslutning blev lovene nedskrevet i Hafliðaskrá i vinteren 1117-1118 (for kristenrettens vedkommende 1123-1133). Navnet Hafliðaskrá har den fået, fordi den blev skrevet ned på gården der tilhørte Hafliði Mársson. Ingen af de bevarede skrifter er i midlertidig identisk med dette originalmanuskriptet, som er gået tabt. Både Konungsbók og Staðarhólsbók er private lovsamlinger, som ikke blev nedskrevet i Alltingets regi.
Alltingets «formand», lovsigemanden (norrønt: logsogumaðr), havde en tjenestetid på tre år og skulle i løbet af denne periode fremsige alle gældende love på tinget. Det var magtpåliggende at dette blev gjort nøjagtigt og ordret og i tråd med den formulering som lovene havde fået på Alltinget, men lovsigemanden havde alligevel en vis grad af frihed med hensyn til i hvilken rækkefølge lovsamlingens forskellige stykker blev fremsagt.
Enkelte forskere har hævdet at Grágás ikke alene indeholder generelle lovbestemmelser, men også præcedens og lovpraksis for domstolene. Vilhjálmur Finsen, som udgav lovsamlingene i 1852, hævdede imidlertid at den lovgivende virksomheden på Island i fristatens periode var så stor at der ikke var plads til nogen yderligere udvikling af sædvaneret eller retspraksis.
Konungsbók kan dateres til årene 1258-1262 og Staðarhólsbók til årene 1262-1271 . På samme måde som Grágás overgår alle andre middelalderske lovsamlinger i Norden, er den også blandt de fremmeste når det gælder stil, systematisk ordning, integritet og præcision i definitionerne. I denne sammenhæng er Grágás fuldt på højde med romerrettens love og et bemærkelsesværdigt værk i nordisk kultur. Mange af lovreglerne i Grágás blev videreført i lovbogen Jónsbók fra 1280 og også i senere islandske love.
Navnet Grágás blev ikke brugt før slutningen af 1500- eller begyndelsen af 1600-tallet, da man gik ud fra at loven var identisk med en lov som kong Magnus den gode ifølge Heimskringla gav trønderne. Baggrunden for navnet er ikke kendt, men flere forklaringer er lanceret:
- Bogen kan være skrevet med fjerpen (fra gås)
- Bogen kan have været indbundet i gåseskind
- Navnet kan være symbolsk for bogens høje alder – gæs blev dengang anset for at være de længstlevende fugle

Grágás er også betegnelsen på en jordebog over kirkegodset tilhørende Stavanger bispedømme fra det tidlige 1600-tal.
Dele af Grágás – kristenretten og tiendretten blev udgivet af D. J. Thorkelin i 1776. De øvrige dele blev udgivet af Den arnamagnæanske Commission ved Th. Sveinbjörnsson i 1829 . Konungsbók blev udgivet i 1852 og Staðarhólsbók i 1879, begge af Vilhjálmur Finsen.